# Robert B. Barnett
Robert B. Barnett (Waukegan (Illinois), 26 augustus 1946) is een Amerikaanse advocaat. Hij is partner in het advocatenkantoor Williams & Connolly LLP. Barnett en stond op de lijst van president Barack Obama van prominente advocaten die kans maken op een plaats in het Amerikaanse Hooggerechtshof.
In 1968 behaalde hij zijn bachelorgraad aan de Universiteit van Wisconsin en in 1971 zijn graad in rechtsgeleerdheid aan de Universiteit van Chicago in 1971. Door het Washingtonian magazine werd hij in 2004 op de eerste plaats en in 2007 op de tiende plaats gezet van beste advocaten in de regio rondom Washington D.C.
Barnett verdedigde een aantal bekende mensen, waaronder Bill Clinton, Hillary Clinton, Laura Bush en haar dochter Jenna, Dick Cheney en zijn vrouw Lynne en hun dochter Mary, Paul Wolfowitz, Karl Rove, Alan Greenspan, Tony Blair en Barack Obama.